# دفتر امور فرهنگی
دفتر امور فرهنگی (به ژاپنی: 文化庁، Bunka-chō)، بدنه خاصی از وزارت آموزش، فرهنگ، ورزش، علوم و فناوری ژاپن است که در سال ۱۹۶۸ برای ترویج هنر و فرهنگ ژاپن راه اندازی شد.
بودجه آژانس برای سال مالی ۲۰۱۸ به ۱۰۷٫۷ میلیارد ین افزایش یافت.

## نمای کلی
بخش امور فرهنگی آژانس اطلاعات مربوط به هنرها را در ژاپن و در سطح بین‌المللی منتشر می‌کند و بخش حفاظت از اموال فرهنگی از میراث فرهنگی کشور محافظت می‌کند. بخش امور فرهنگی به حوزه‌هایی مانند ترویج هنر و فرهنگ، هنر حق تکثیر و بهبود در زبان ژاپنی توجه دارد. همچنین از جشنواره‌های فرهنگی و هنری ملی و محلی حمایت می‌کند و رویدادهای فرهنگی سفر در موسیقی، تئاتر، رقص، نمایشگاه‌های هنری و فیلم‌سازی را تأمین مالی می‌کند. جوایز ویژه ای برای تشویق هنرمندان جوان و متخصصان تثبیت شده ارائه می‌شود و هر ساله برخی کمک‌های مالی به آنها امکان آموزش در خارج از کشور داده می‌شود. این آژانس به موزه‌های ملی هنر مدرن در کیوتو و توکیو و موزه ملی هنر غرب در توکیو کمک مالی می‌کند که نمایش‌های ژاپنی و بین‌المللی را به نمایش می‌گذارند. این آژانس همچنین از آکادمی هنر ژاپن حمایت می‌کند، که از افراد برجسته هنر و ادبیات تقدیر می‌کند، آنها را به عضویت منصوب می‌کند و مبلغ ۳٫۵ میلیون ین جایزه را ارائه می‌دهد. جوایز با حضور امپراتور ژاپن که شخصاً بالاترین نشان، نشان فرهنگ را اعطا می‌کند، اهدا می‌شود. در سال ۱۹۸۹، برای اولین بار دو زن – یک نویسنده و یک طراح لباس – نامزد دریافت نشان فرهنگ شدند، که یکی دیگر از افتخارات رسمی با همین کمک هزینه بود.
بخش حفاظت از اموال فرهنگی در ابتدا برای نظارت بر بازسازی‌های پس از جنگ جهانی دوم تأسیس شد. تا تاریخ آوریل ۲۰۱۸ مسئول ۱۸۰۵ مکان تاریخی از جمله پایتخت‌های باستانی آسوکا-کیو، کاخ هیجو و فوجیورا-کیو بود، ۴۱۰ مکان دیدنی و ۱۰۲۷ اثر ملی و برای جانوران بومی مانند اکراس و لک‌لکس. علاوه بر این، بیش از ۱۰۰۰۰ قلم دارای نام کمتر املاک فرهنگی مهم بودند، که هنرهای زیبا و صنایع دستی بیشترین سهم را به خود اختصاص دادند و بیش از ۱۰۰۰۰ مورد به این ترتیب تعیین شدند.
دولت از املاک دفن شده محافظت می‌کند که حدود ۳۰۰۰۰۰ مورد از آنها شناسایی شده است. در طول دهه ۱۹۸۰، بسیاری از مکان‌های مهم ماقبل تاریخ و تاریخی توسط مؤسسه‌های باستان‌شناسی مورد بررسی قرار گرفتند، که در نتیجه حدود ۲۰۰۰ کاوش در سال ۱۹۸۹ انجام شد. ثروت مواد کشف‌شده، دوره بحث‌برانگیز تشکیل دولت ژاپن را روشن کرد.
اصلاحیه سال ۱۹۷۵ در قانون حفاظت از اموال فرهنگی در سال ۱۸۹۷ آژانس امور فرهنگی را قادر ساخت تا مناطق و ساختمان‌های سنتی را در مراکز شهری برای حفاظت تعیین کند. هر از گاهی، مهارت‌های هنری سنتی در خطر انقراض مختلفی به فهرست نگهداری آژانس اضافه می‌شود، مانند گنجاندن نوعی عروسک‌سازی باستانی در سال ۱۹۸۹.
یکی از مهم‌ترین وظایف اداره حفاظت از اماکن فرهنگی حفظ هنرهای سنتی و صنایع دستی و هنرهای نمایشی از طریق الگوهای زنده آنهاست. هنرمندان و گروه‌های منفرد، مانند یک گروه رقص یا یک دهکده سفال‌گری، به‌عنوان «اموال فرهنگی ناملموس (ژاپن)» (دارایی‌های فرهنگی ناملموس) به رسمیت شناختن مهارت‌شان تعیین می‌شوند. نمایندگان اصلی هنرهای سنتی به عنوان "گنجینه ملی زنده (ژاپن)" (گنجینه‌های زنده ملی) تعیین شده‌اند. حدود هفتاد نفر در هر زمان چنین افتخاری دارند. در سال ۱۹۸۹، شش استاد جدید منصوب شده، مجری «کیوگن» (کمیک)، خواننده تئاتر «بونراکو» (عروسکی)، مجری «ناگاوتا شامیسن (نوع خاصی از سازهای زهی)، سر سفالگر ساخت نابیشیما ظروف چینی تزئین شده، هنرمند برتر تصویری ظروف لاکی و کارشناس کارهای فلزی. به هر یک از آنها مستمری مادام العمر سالانه ۲ میلیون ین و کمک مالی برای شاگردان آموزش، داده شد.
تعدادی از مؤسسات تحت نظارت آژانس امور فرهنگی قرار دارند: موزه‌های ملی هنر ژاپن و آسیا در موزه ملی توکیو، موزه ملی کیوتو، نارا، موزه ملی هنر، اوساکا و موزه ملی کیوشو، مؤسسات تحقیقاتی خواص فرهنگی در توکیو و نارا، و تئاترهای ملی. در طول دهه ۱۹۸۰، تئاتر ملی نو و تئاتر ملی بونراکو توسط دولت ساخته شد.

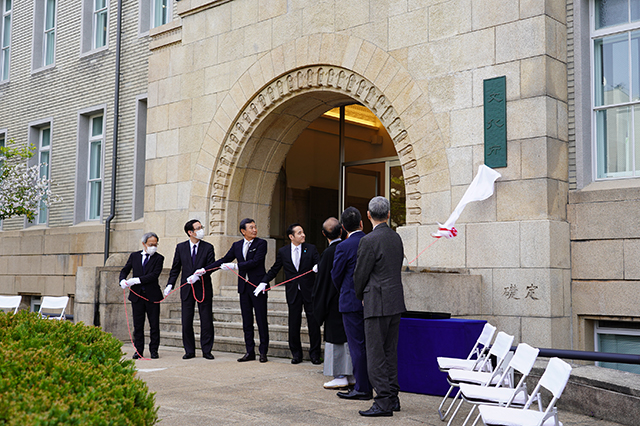
مراسم افتتاحیه دفتر جدید در سال ۲۰۲۳ برگزار شد.

این آژانس در کامیگیو، کیوتو از کیوتو مستقر است. بخش‌های اصلی آژانس در سال ۲۰۲۳ به کیوتو نقل مکان کرد، در حالی که بخش‌های دیگر در توکیو باقی ماندند.